# Läckö slott
Läckö är ett slott, som ligger på Kållandsö i Lidköpings kommun i Västergötland. Slottet är beläget på en udde i Ekens Skärgård i Vänern och är ett  minne från Sveriges stormaktstid. Det tillhörde under medeltiden Skara-biskoparna och lämnades 1615 som grevskap åt släkten De la Gardie, men indrogs 1681 till kronan. Läckö har senare bland annat förlänats till Carl Gustaf Tessin 1752 och 1810 till Carl Johan Adlercreutz och har senare varit utarrenderat, bland annat inom ätten Rudenschöld. Slottet och kungsgården ägs numera av staten genom Statens fastighetsverk och är statligt byggnadsminne sedan den 25 januari 1935.
Slottet är öppet för allmänheten och här anordnas utställningar, konserter och operaföreställningar. Nationalmuseum visar föremål från 1600-talet ur sina samlingar i våningarna och i Skattkammaren. Sommartid, maj–september, besöks slottet av en stor publik, vilket gör slottet till ett av Västsveriges mest besökta turistmål. På slottet finns konferensmöjligheter och möjlighet till övernattning. Här finns även naturum Vänerskärgården – Victoriahuset med en restaurang och hotell. År 2001 blev Läckö valt till Sveriges vackraste slott och 2013 vann slottet Stora Turismpriset.

## Historia

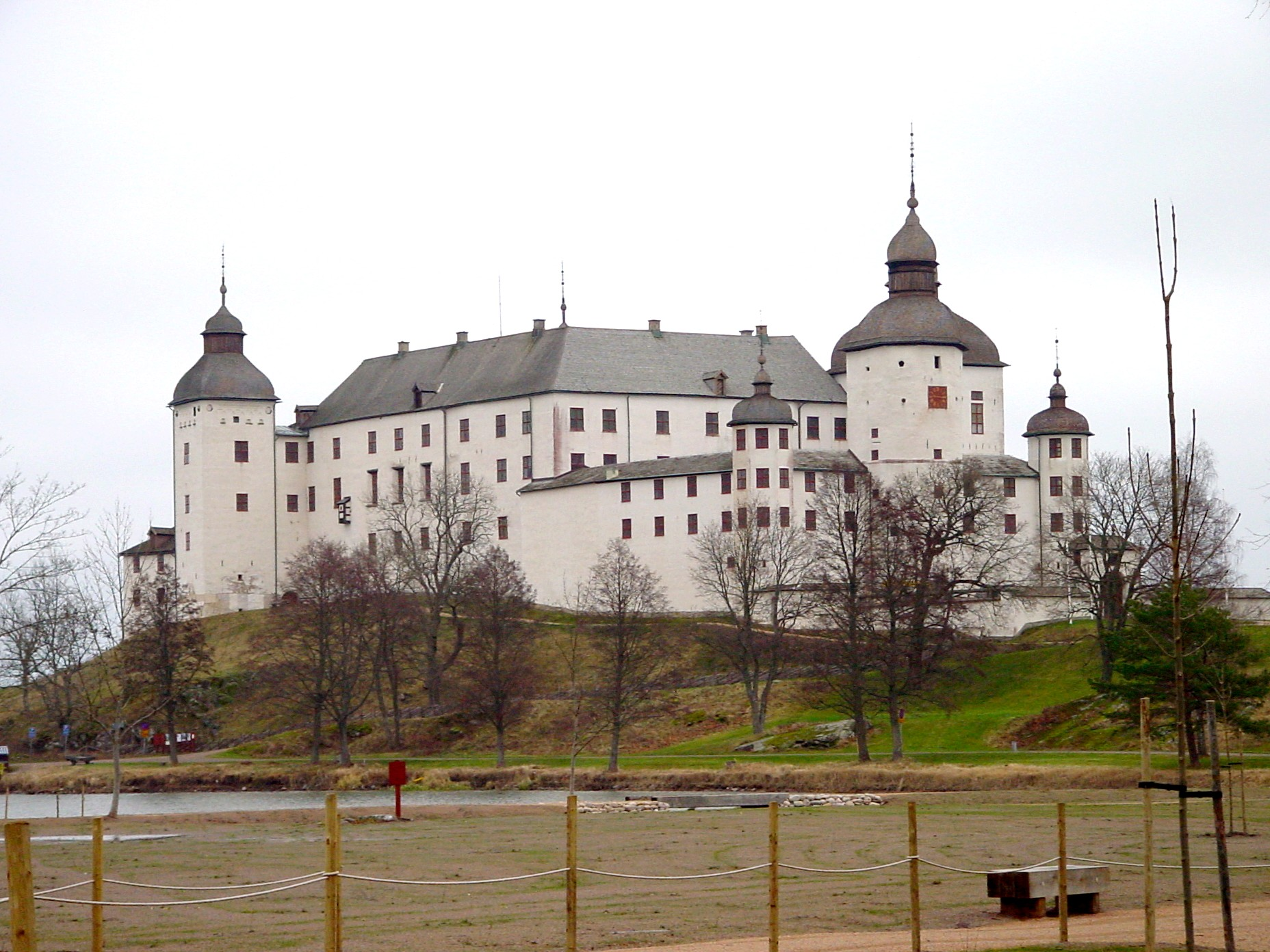
Läckö slott.

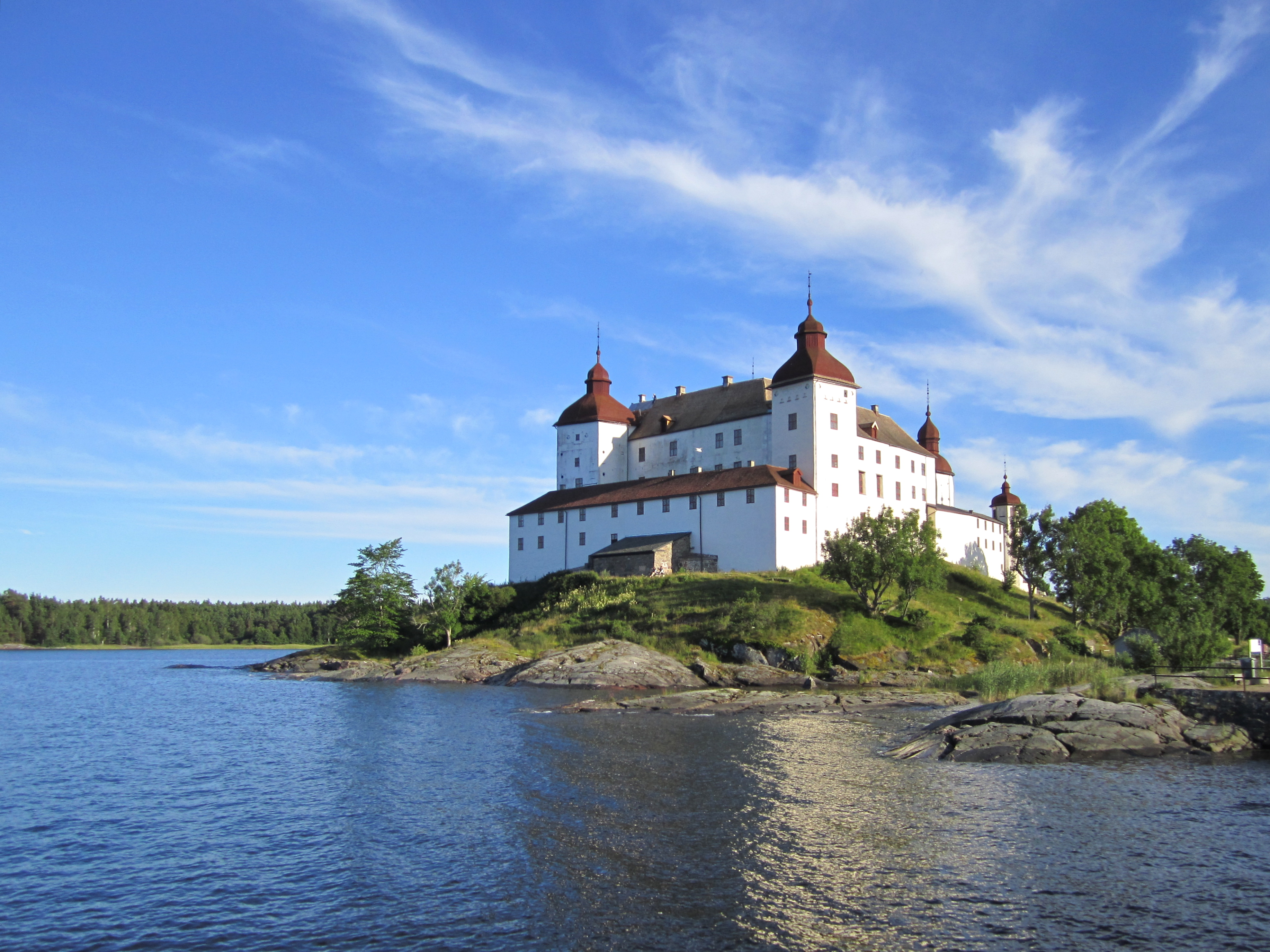
Läckö Slott från nordväst.

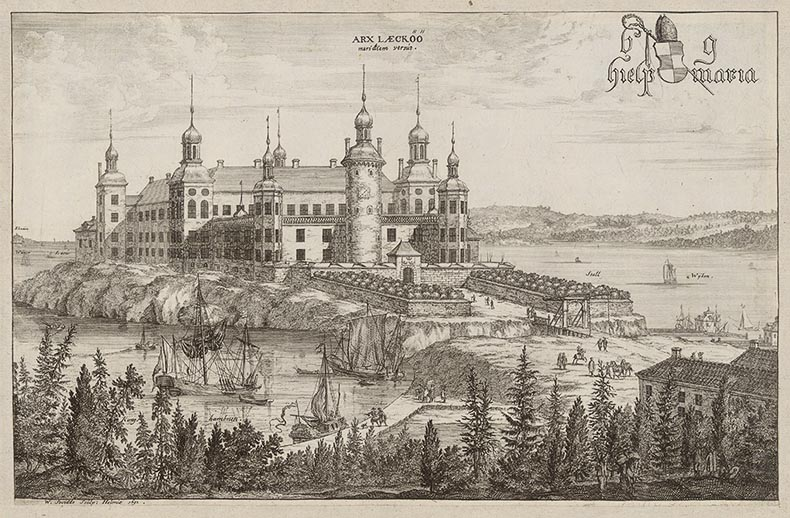
Läckö, omkring år 1689. Av Willem Swidde, ur Suecia antiqua et hodierna.

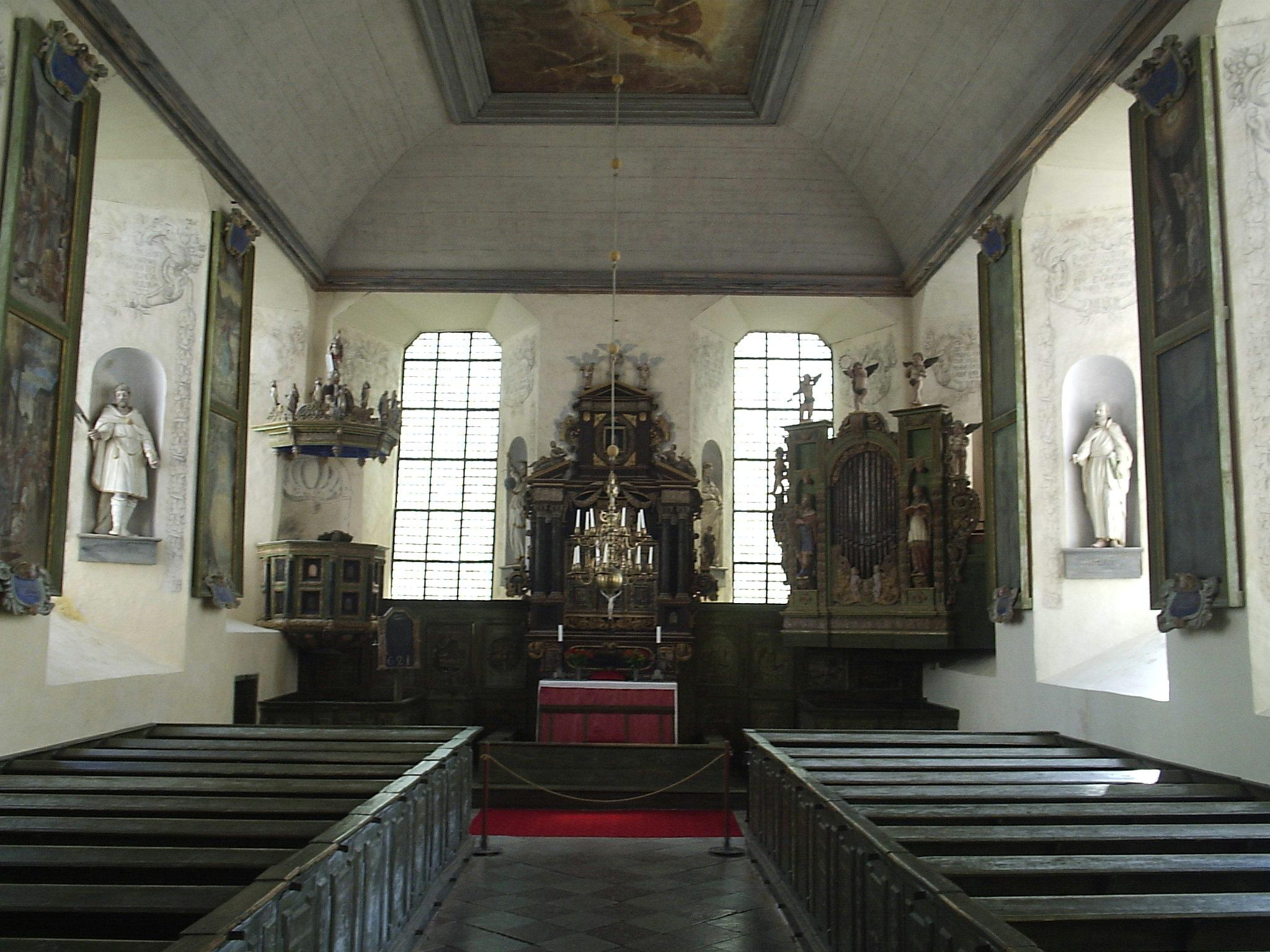
Interiörbild från kyrkan på Läckö Slott.

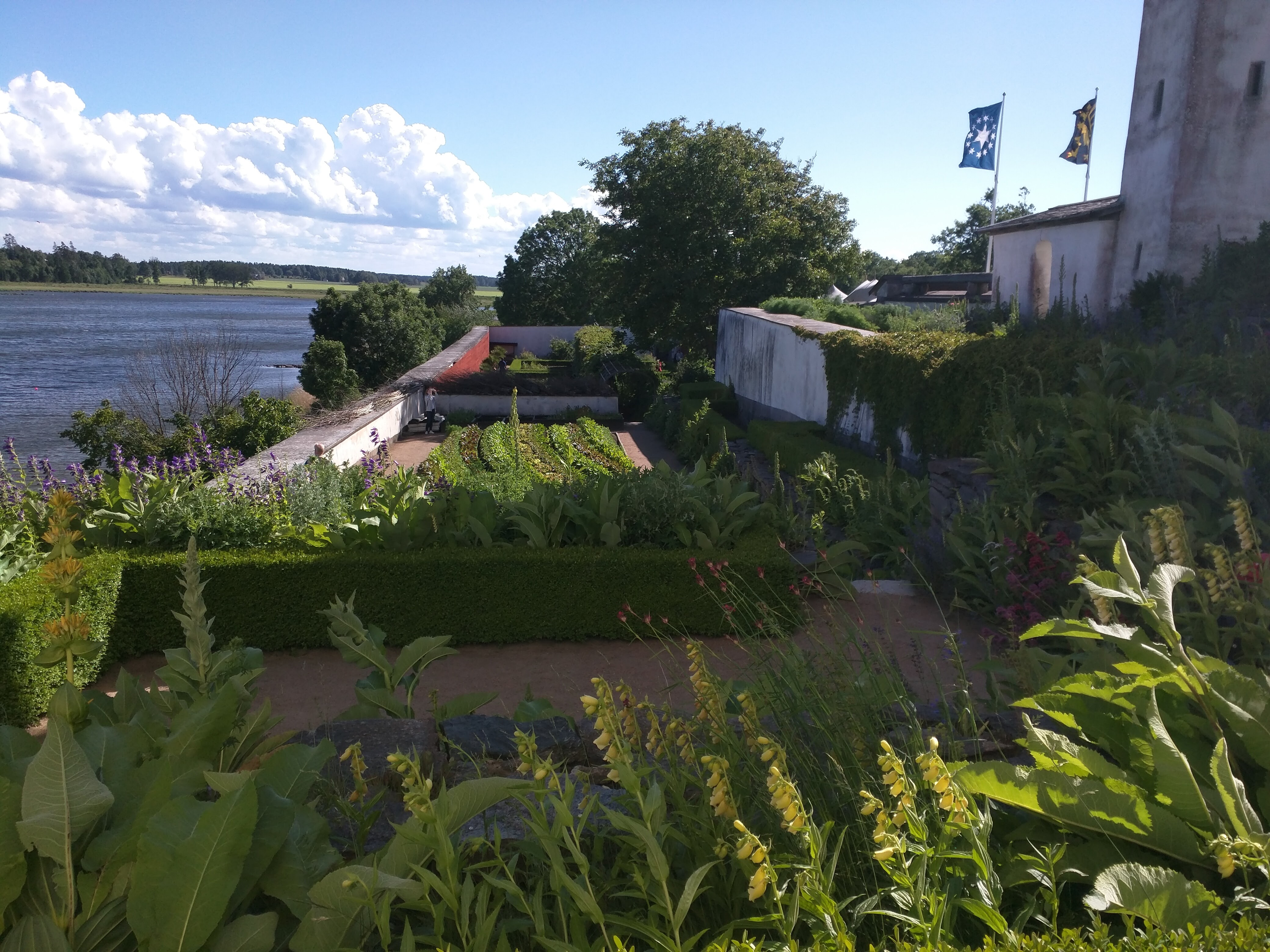
Lilla Slottsträdgården vid Läckö Slott.

### Biskopens borg
Läckö började att byggas på 1200-talet intill den då existerande kungsgården, enligt Johannes Messenius 1298. Läckö omnämns första gången år 1294 då biskop Brynolf utfärdar ett brev här. Det var då en borg, som denne Brynolf Algotsson, biskop i Skara lät uppföra, eftersom Läckö låg mitt i Skara stift. Borgen bestod vid denna tid av en öppen skansbefästning, som inneslöt mindre bebyggelse. Denna anläggning blev genom en brand förstörd på 1470-talet. Men kort tid efter ödeläggelsen påbörjade biskop Brynolf Gerlaksson en återuppbyggnad. Kyrkgodsen på Kållandsö fick släppa till med arbetskraft och material. Arbetena på borgen fortsatte under biskop Vincens Henningssons tid vid 1500-talets början.

### Kungens slott
Borgen ansågs vara ett av landets förnämsta fästen när den efter riksdagen i Västerås 1527 drogs in till kronan och lämnades över till Gustav Vasa år 1528. Gustav Vasa lämnade borgen som förläning åt riksrådet Ture Eriksson Bielke. De områden som innefattades av Läckö län vid denna tid var Kållands, Kinne, Skånings, Viste och Åse härader. På 1530-talet förvaltades slottet av Birger Nilsson Grip, och under honom fogden Peder Andersson. År 1532 och 1535 besöktes slottet i perioder av Gustav Vasa. År 1535 skickas fångar hit från Skåne för att förhöras, bland annat Markus Meyer. Vid början av 1540-talet ansågs slottet vara i förfallande skick. Birger beordrades bygga på borgen och fick hämta obegränsade mängder tegel från Sankt Olofs kloster i Skara.
År 1543 erhöll Svante Sture Läckö slott med Skånings, Kinne, Kålland och Åse härader, samt staden Lidköping, som förläning till sin död år 1567. Svante Sture lät ytterligare förstärka slottet från år 1545. 
Under Nordiska sjuårskriget nämns slottet vara bränt år 1566 av en truppstyrka utskickad av Daniel Rantzau, när den danska armén på sommaren låg i Lidköping. Ödeläggelsen av borgen tycks dock varit begränsad och den räknades åtminstone som försvarsanläggning år 1569. I ett brev från kung Johan III år 1570 till ståthållaren i Västergötland, Knut Posse, beskrivs dock slottet vara i hög grad förfallet. 
Hogenskild Bielke tilldelades Läckö slott och län år 1571 som friherrskap. Slottet, tillsammans med ladugård, sädesmagasin och en ny badstuga, började restaureras 1573. Till extra bestyckning insattes sju kopparkanoner som tillhört Charles de Mornay. Trots Hogenskilds vacklande karriär skedde underhåll och byggnadsarbeten under hela perioden 1590–1596. Han vistades på slottet långa tider tillsammans med hustrun Anna Svantesdotter Sture. De fick en son, Nils Bielke, som dog redan vid fyra års ålder och begravdes i den intill liggande sockenkyrkan Senäte. Från Hogenskilds tid finns i slottet en del kalkmålningar bevarade. År 1600 miste han friherrskapet för andra gången och fängslades.
År 1600 gavs Läckö slottslän och Dal till hertig Johan av Östergötland, tills det utbyttes mot Stegeborgs län (Stegeborgs slott).

### Grevskapet Läckö
År 1615 erhöll Jakob De la Gardie Läckö som förläning. Hans son Magnus Gabriel De la Gardie ägde slottet i mitten av 1600-talet och det var han som såg till att det fick sitt nuvarande utseende, men slottet indrogs till kronan vid reduktionen 1681.

### Kronans slott
Kungsgården var fram till 1719 utarrenderad till privatpersoner medan slottet under samma tid förvaltades av kronans hauptmän eller som de senare kallades, slottsskrivare. Det övergripande ansvaret för kronoegendomen hade Kammarkollegiet och som dess förlängda arm Länsstyrelsen i Mariestad. 1731 blev Läckö kungligt slott, och kungsgården arrenderades också då ut. 1752 förlänades slottet åt Carl Gustaf Tessin, 1810 blev slottet åter förläning som nationalbelöning åt Carl Johan Adlercreutz på femtio år. Han ändrade kungsgårdens namn till Siikajocki efter Slaget vid Siikajoki där han hade skördat stora framgångar. Det nya namnet slog aldrig igenom men fanns trots det med i fastighetsbeteckningen fram till 1970 av Lantmäteriverket. Det innehades efter Carl Johan Adlercreutz' död inledningsvis av hans son Fredrik Adlercreutz (1793–1852) och därefter av den förres bror Gustaf Magnus Adlercreutz (1775–1845), regementschef på Västgöta regemente och bosatt på Götala kungsgård vid Skara och utarrenderades senare bland annat inom ätten Rudenschöld, vilken hade gift in sig i släkten Adlercreutz 1826. Det kom dock senare att förvaltas direkt under Byggnadsstyrelsen. År 1990 övertogs verksamheten vid slottet av Stiftelsen Läcköinstitutet, som sedermera ombildades till Stiftelsen Läckö Slott. Sedan 1993 förvaltas Läckö slott av Statens Fastighetsverk.

## Byggnaden

### Den medeltida borgen
Borgen ligger på en klippudde och är till största delen medeltida men några större undersökningar har ej gjorts. Den ursprungliga anläggningen utgjordes av en oregelbunden kastellborg. Den medeltida huvudborgens ringmur är uppförd av gråsten och tegel i okänd höjd. Huvudborgens norra och södra längor hör förmodligen till det första byggnadsskedet. Huvudingången tycks ha varit i norr genom den nuvarande utgången till Köksgården. Ytterligare har det funnits mindre portar i västra muren och i norra ringmurens östra ände. I huvudborgens södra länga finns en brunn i ett källarrum som torde höra till den ursprungliga anläggningen. I borggårdens nordvästra hörn har grunden till en välvd källare påträffats vid grävning. Man har konstaterat att den raserats efter en brand. I ringmurens nordöstra hörn har påträffats en inmurad bjälke som dendrodaterats till år 1330.
I ett senare byggnadsskede under medeltiden har tillkommit en mängd tillbyggnader. Östra och västra längorna har tillkommit i huvudborgen. Två torn uppfördes vid norra ringmurens hörn. I det östra av dem finns rester av medeltida dekoration. De övre delarna av tornen har i senare tider blivit ombyggda. Mellan dessa och ut mot sjön byggdes en ringmur som bildade en förborg. Denna mur revs senare när Köksgården byggdes. Inom detta område finns den 27 meter djupa Fläskgraven. Olaus Magnus nämner år 1554 att den utgrävts i berget genom att brinnande fläsk hettade upp klippan och bildade ett schakt. Nedanför borgklippan åt sjösidan har i höjd med vattenytan en förbindelsegång gjorts in till brunnen. Konstruktionen är förmodligen anlagd som en lönngång ut och in till borgen. På södra sidan, in mot land, har en förborg anlagts. Dess murar kom senare att delvis utgöra fundament till byggnadslängor. Det halvrunda tornet längst i söder som idag är huvudingång var ursprungligen i tre våningar. Förmodligen är porten senare upptagen. Men över bottenplan finns ett gotiskt ribbvalv försett med skållhål.

### Senare till- och ombyggnader

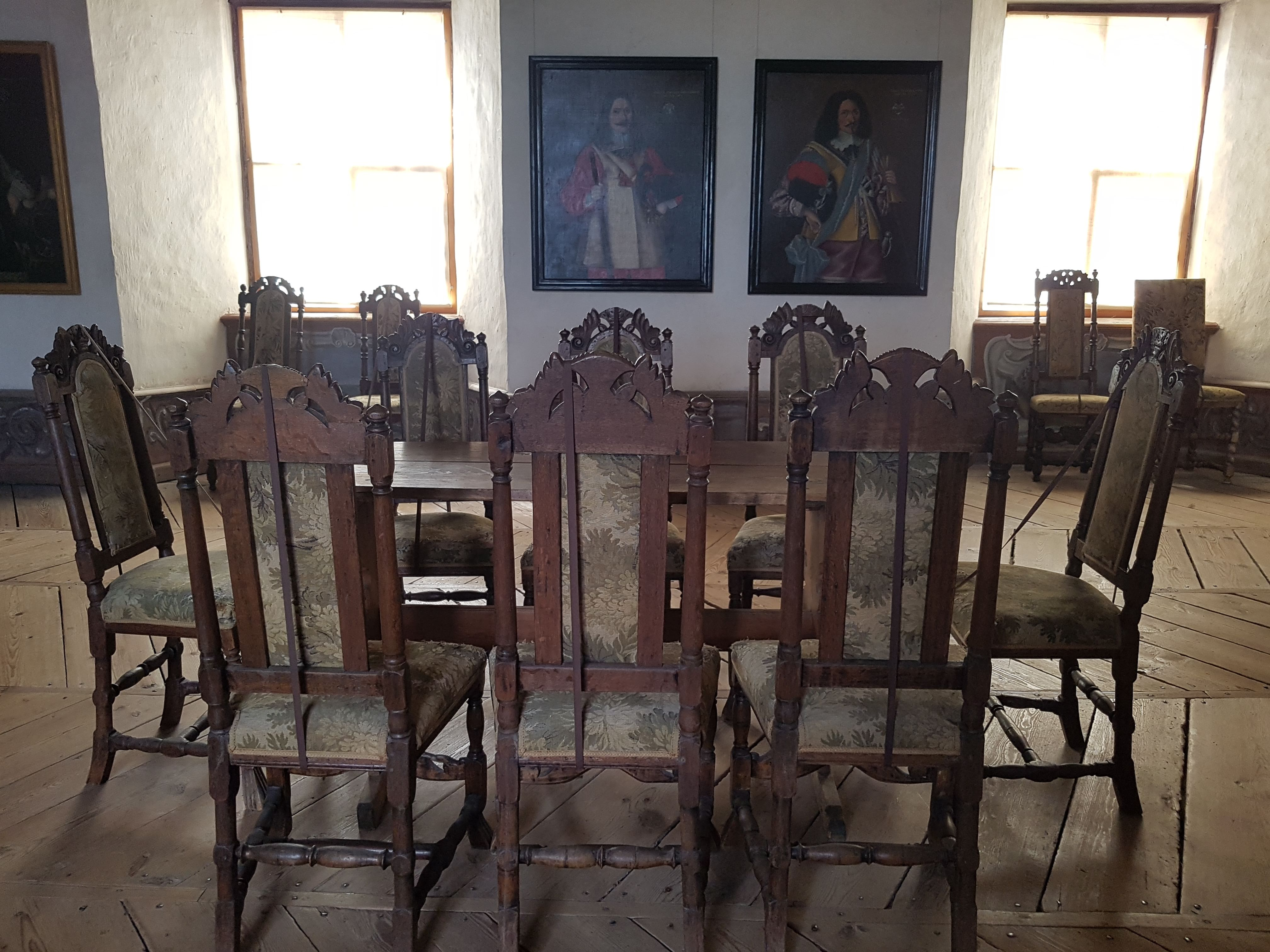
Matsal på Läckö slott på våning 3

Den stora centralbyggnadens två nedre våningar ombyggdes delvis under Vasatiden, den tredje våningen under Jakob De la Gardies tid. Under sonen Magnus Gabriel De la Gardies tid tillkom förborgen, centralbyggnadens fjärde våning, dess gårdsarkader samt genom byggmästaren Frans Stiemer slottskyrkan med sitt imponerande torn.
Slottet, som har omkring 248 rum, blev praktfullt utsmyckat med målningar bildhuggerier och stuckaturer, bland annat av J. Hammer och B. Conrath samt dyrbara möbler och vävda tapeter. En del av rummens dekoration är bevarad, bland annat i Riddarsalen, Gamla kungskammaren, Furstinnans sängkammare och Trojanska salen. Det mesta förstördes under den efter reduktionen följande förfallsperioden. Riddarsalens bataljmålningar överflyttades till Karlberg, och 1830 de värdefullaste porträtten till Gripsholms slott. 1830 försåldes även på auktion en del inventarier. Under början av 1900-talet påbörjades konserveringsarbeten under ledning av Ärland Noreen, särskilt slottskyrkan genomgick en omfattande renovering, och en del inventarier återskaffades till slottet.

## Operaverksamhet
Operaföreställningar sätts upp varje sommar på Läckö slotts borggård. Operaverksamhetenen har bedrivits sedan 1997.

## Ägarlängd
1. Brynolf Algotsson[a] 1298–1317
2. Bengt Johansson[a] 1317–1321
3. Erik[a] 1321–1322
4. Peder Larsson[a] 1322–1336
5. Gunnar Tynnesson[a] 1337–1340
6. Sigge Jonsson[a] 1340–1351 eller 1352
7. Sigfrid Rutgersson[a] 1352–1354
8. Lars[a] 1354–1356
9. Nils[a] 1356–1386
10. Rudolf[a] 1387–1391
11. Torsten[a] 1391–1404
12. Vincens Henningsson 1505–1520
13. Didrik Slagheck 1520–1521
14. Magnus Haraldsson[a] 1522–1529
15. Ture Eriksson (Bielke)[b] 1528–1529
16. Gustav Vasa utnyttjar Läckö själv  1532–1535
17. Svante Sture 1543–1567
18. Hogenskild Bielke 1571–1591, 1593–1599
19. Hertig Johan av Östergötland 1600–1609
20. Jacob De la Gardie 1615–1652
21. Magnus Gabriel De la Gardie 1652–1681

## Arrendatorer av Läckö kungsgård
1. Tore Olofsson Ollonberg 1681
2. Jöran Dorphstedt 1684
3. Bernt Papegoja 1690
4. Fredrik von Köhler 1700
5. Friedrich Reinhold Paykull 1706
6. Nils Warenmark 1709
7. Axel Reenstierna 1715
8. Carl Gustaf Dücker 1719–1731
9. Gustaf Palmfelt 1730-talets början till 1743
10. Per Philip Hierta 1744–1752
11. Carl Gustaf Tessin 1752–1770
12. Gustaf Adolf Hiärne 1770–1805
13. Carl Johan Adlercreutz 1810–1815
14. Fredrik Thomas Adlercreutz 1815–1819
15. Gustaf Magnus Adlercreutz 1819–1828
16. Carl Rudenschöld 1828–1860
17. Axel Rudenschöld 1860–1914
18. Friberg/Billing 1914–1923
19. Adolf Gustafsson 1923–1937
20. Ragnar Jansson 1937–1961
21. Gunnar Nilsson 1961–1968
22. Christer Svederberg 1968–2013
23. Carl-Fredrik Svederberg 2013–